# Chalid al-Azm
Chalid al-Azm, arab. ‏خالد العظم‎ (ur. 1903, zm. 1965) – syryjski polityk związany z Blokiem Narodowym, a następnie z Partią Narodową, pięciokrotny premier niepodległej Syrii w grudniu 1946, od grudnia 1948 do marca 1949, od grudnia 1949 do marca 1950, od marca 1951 do sierpnia tegoż roku oraz od września 1962 do marca 1963.

## Życiorys

### Pochodzenie i wczesna działalność
Pochodził z arystokratycznej rodziny. Jego przodkowie pełnili w Turcji osmańskiej urząd gubernatora Syrii, zaś ojciec, Fawzi Pasza, był ministrem spraw religijnych. Przyszły premier niepodległej Syrii ukończył w 1923 studia prawnicze na Uniwersytecie Damasceńskim. Po uzyskaniu dyplomu administrował majątkami ziemskimi rodziny, zaś od 1925 był również radnym Damaszku. W połowie lat 30. XX wieku przystąpił do największej syryjskiej organizacji niepodległościowej, Bloku Narodowego, i został jednym z bliskich współpracowników jednego z jej przywódców, Szukriego al-Kuwatliego. Dzięki majątkowi rodziny al-Azm mógł finansować szereg inicjatyw Bloku. Pracował również jako menadżer w państwowej spółce produkującej cement.
W kwietniu 1941 francuskie władze mandatowe, poszukując kompromisu z rozwijającym się arabskim ruchem narodowym i chcąc zabezpieczyć własne wpływy na Bliskim Wschodzie, zgodziły się mianować przedstawiciela Bloku Narodowego premierem niesamodzielnej Republiki Syryjskiej. Urząd ten, obdarzony szerokimi prerogatywami, objął Chalid al-Azm, który zdecydował, że obejmie również urząd ministra spraw wewnętrznych. Do jego rządu weszli nie tylko przedstawiciele Bloku Narodowego, jednak organizacja w pełni popierała działalność gabinetu. Już we wrześniu jednak Francuzi uznali, że gabinet al-Azma nie gwarantował im pełnej lojalności i doprowadzili do utworzenia nowego rządu, na czele którego stał zwolennik francuskiej obecności w Syrii Tadż ad-Din al-Hasani. W 1943 al-Azm został po raz pierwszy wybrany na deputowanego parlamentu syryjskiego, na czteroletnią kadencję. W tym samym roku wszedł do rządu Sad Allaha al-Dżabiriego jako minister finansów i zaopatrzenia. W 1946 w drugim gabinecie al-Dżabiriego został ministrem sprawiedliwości.

### W niepodległej Syrii
Uzyskiwał reelekcję do parlamentu w kolejnych wyborach w 1947 i 1949. W tym okresie zdecydowanie pogorszyły się jego relacje z Szukri al-Kuwatlim, prezydentem Republiki Syryjskiej. Od stycznia 1945 nieformalnie przewodził opozycji antyprezydenckiej. Według niektórych komentatorów działania te motywowane były prywatną ambicją al-Azma, który sam pragnął sprawować najwyższy urząd w Syrii. W 1947 al-Azm jeszcze zaostrzył krytykę al-Kuwatliego, któremu zarzucał uzurpację władzy (w tym samym roku prezydent doprowadził do zmiany konstytucji, by móc kandydować na kolejną kadencję). W rezultacie prezydent wysłał go do Francji jako ambasadora, polecił mu także pozyskiwać dostawy broni dla formowanej armii niepodległej Syrii. Francja pozostała głównym dostawcą broni do Syrii do 1956, gdy al-Azm wynegocjował nowy kontrakt zbrojeniowy ze Stanami Zjednoczonymi.

#### Premier Syrii (1948-1949)
W maju 1948, po fali zamieszek w większych miastach Syrii i kryzysie rządowym, który zakończył się upadkiem gabinetu Dżamila Mardama, al-Azmowi powierzono misję utworzenia pozaparlamentarnego rządu ekspertów. Będąc premierem, Chalid al-Azm kierował również resortami spraw zagranicznych i obrony narodowej. Głównym zadaniem jego rządu była poprawa sytuacji gospodarczej kraju. W polityce zagranicznej jego rząd orientował się na Francję i Stany Zjednoczone, które miały udzielić Syrii kredytów umożliwiających rozwój ekonomiczny. We wrześniu 1948 uczestniczył w posiedzeniach Zgromadzenia Ogólnego ONZ poświęconych konfliktowi arabsko-żydowskiemu w Palestynie. Pogodził się z al-Kuwatlim i obydwaj wspólnie rządzili Syrią podczas I wojny izraelsko-arabskiej.
Al-Azm zdołał podpisać konwencję dotyczącą przebiegu Rurociągu transarabskiego i wypracować francusko-syryjską umowę walutową, jednak żaden z dokumentów nie został ratyfikowany przez parlament, gdyż w kraju doszło do zamachu stanu. Jego przywódca, pułkownik Husni az-Za’im, 30 marca 1949 uwięził prezydenta i premiera Syrii i wymusił na nich rezygnację ze stanowisk, a następnie osadził ich w więzieniu Mazza. Po pięciu miesiącach rządów az-Za’im został obalony i stracony po kolejnym zamachu stanu zorganizowanym przez Samiego al-Hinnawiego. Przywrócił on w Syrii rządy cywilne. Al-Azm ponownie został deputowanym do parlamentu i wszedł do rządu tymczasowego Haszima al-Atasiego jako minister finansów. Uzyskał także mandat deputowanego Zgromadzenia Konstytucyjnego, którego zadaniem było opracowanie nowej ustawy zasadniczej Syrii.

#### 1949-1951
Po pierwszym zamachu stanu Adiba asz-Sziszaklego, w 1950, Chalidowi al-Azmowi po raz trzeci powierzono misję utworzenia rządu. Powołano do niego głównie polityków Partii Narodowej. W okresie sprawowania przez niego urzędu premiera kontynuowana była debata nad kształtem nowej konstytucji, ogłoszonej ostatecznie 5 września 1950. Innym znaczącym wydarzeniem w okresie sprawowania przez niego urzędu był bojkot gospodarczy Libanu, który miał przyczynić się do podniesienia jakości rodzimej produkcji. Gabinet al-Azma był do 1951 trzykrotnie rekonstruowany. Rząd był stale krytykowany przez rozwijający się syryjski ruch socjalistyczny (który zarzucał premierowi bezkrytyczne promowanie interesów syryjskich arystokratów i kapitalistów), zagrażały mu ingerujące w politykę krajową siły zbrojne, zaś opozycyjna Partia Ludowa usiłowała wymusić na premierze podjęcie rozmów o unii Syrii z rządzonym przez Haszymitów Irakiem, czemu al-Azm był stanowczo przeciwny.
W listopadzie 1951 Adib asz-Sziszakli przeprowadził drugi zamach stanu, uwięził cały cywilny rząd i utworzył nowy, kierowany przez gen. Fauziego as-Silu i złożony z oficerów. Do końca rządów wojskowych, tj. do 1954, al-Azm nie był aktywny w polityce.

#### 1955 - 1963
W 1955, po protestach, które obaliły rządy asz-Sziszaklego, wystartował w wyborach prezydenckich, przegrał jednak z Szukrim al-Kuwatlim. W kolejnym roku wszedł do gabinetu Sabriego al-Asalego, utworzonego przez koalicję Partii Ludowej i partii Baas, jako minister obrony. Kilkakrotnie udawał się do ZSRR i odegrał znaczącą rolę w zawarciu sojuszu syryjsko-radzieckiego oraz pozyskaniu dla Syrii radzieckich kredytów. Jego udział w tych wydarzeniach sprawił, że prasa syryjska zaczęła nazywać go "czerwonym milionerem". Równocześnie al-Azm niechętnie odnosił się do naseryzmu i prezydenta Egiptu Gamala Abdel Nasera, w 1958 był w grupie deputowanych głosujących przeciwko unii Syrii i Egiptu i utworzeniu Zjednoczonej Republiki Arabskiej. Chalid al-Azm publicznie twierdził, że socjalizm arabski zaprowadzany przez Abdel Nasera w Egipcie zniszczy gospodarkę syryjską, która do tej pory rozwijała się na zasadach wolnorynkowych, jak również miejscowe tradycje demokratyczne. W okresie istnienia ZRA al-Azm przebywał na dobrowolnej emigracji w Libanie. Wrócił do Syrii po zamachu stanu Abd al-Karima an-Nahlawiego, po którym unia została zerwana. Brał udział w redagowaniu deklaracji o przywróceniu niezależności Syrii, w której Abdel Naser został oskarżony o zaprowadzenie w kraju bezwzględnej dyktatury, zdławienie demokratycznego życia politycznego w kraju i zniekształcenie idei narodowej Arabów. Al-Azm porównał okres Zjednoczonej Republiki Arabskiej do rządów francuskich w Syrii. W grudniu 1961 były premier zamierzał ubiegać się o urząd prezydencki, jednak wojsko, które faktycznie kontrolowało życie polityczne w państwie, uniemożliwiło mu zarejestrowanie kandydatury. Al-Azm wezwał wówczas swoich wyborców do oddania głosów na Nazima al-Kudsiego, który podzielał jego negatywny stosunek do naseryzmu. Sam został wybrany do parlamentu.
28 marca 1962 al-Azm został uwięziony po drugim zamachu stanu an-Nahlawiego, jednak już cztery dni później odzyskał wolność po przeprowadzonym w odpowiedzi przewrocie Abd al-Karima Zahr ad-Dina. We wrześniu tego samego roku po raz szósty został powołany na premiera Syrii. Sytuacja w kraju pozostawała skrajnie niestabilna, a niemal wszystkie zagadnienia polityki wewnętrznej i zagranicznej stanowiły przedmiot ostrych sporów między ugrupowaniami prawicowymi i lewicowymi. Al-Azm postanowił przeprowadzić reformę gospodarki przywracającą stan sprzed 1958 i odwołującą podjęte przez Abdel Nasera decyzje o nacjonalizacji syryjskiego przemysłu. Nigdy jednak nie wdrożył jej w życie. 8 marca 1963 jego rząd został obalony w zamachu stanu zorganizowanym przez Komitet Wojskowy partii Baas z Salahem Dżadidem, Hafizem al-Asadem i Muhammadem Umranem na czele. Nowe władze wydały nakaz jego aresztowani. Al-Azm schronił się w tureckiej ambasadzie w Damaszku, po czym zdołał zbiec do Libanu. Zamieszkał w Bejrucie. Jego majątek pozostawiony w Syrii został znacjonalizowany, przez co ostatnie lata przeżył w ubóstwie. W Syrii pozbawiono go również praw obywatelskich. Spisał trzytomowe wspomnienia, które wydała w 1973 jego żona. Chalid al-Azm zmarł w 1965 i został pochowany w Bejrucie.